# 曹冏
曹 冏（そう けい、生没年不詳）は、中国三国時代の魏の宗室の一人。字は元首。曾祖父は曹褒（曹騰の兄）。族父は曹操。
自著に『六代論』がある。曹芳（斉王）の時代に同族の曹爽に対して、夏・殷・周・秦・漢・魏の六代の王朝の長所短所を記した意見書を提出した。皇室曹氏の強化を提案する内容だったが、結局受け容れられなかった。官職は弘農太守に至った。